# St. Jakobus (Tagmersheim)

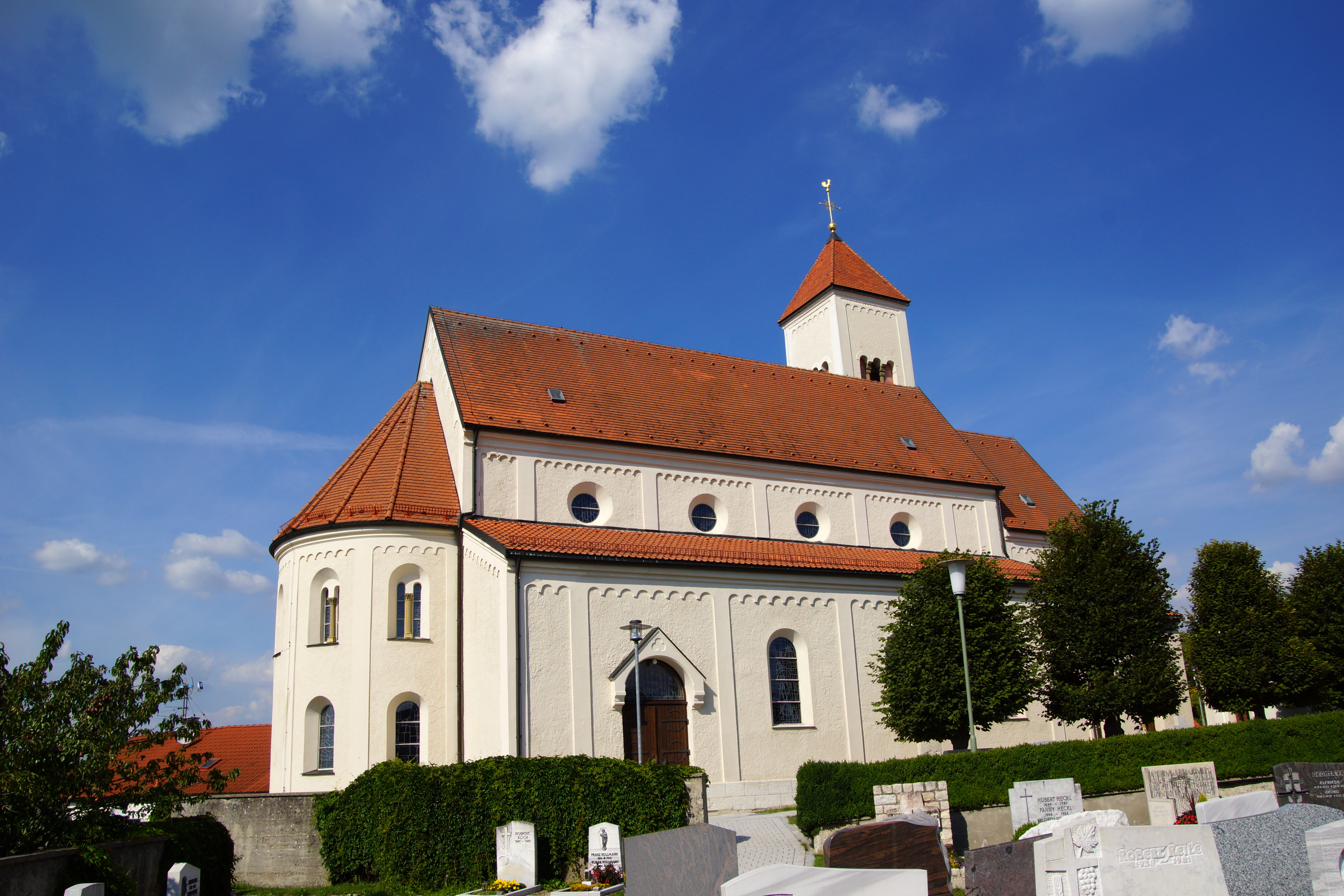
St. Jakobus in Tagmersheim

Die römisch-katholische Pfarrkirche St. Jakobus steht in Tagmersheim, einer Gemeinde im schwäbischen Landkreis Donau-Ries von Bayern. Das Bauwerk ist in der Liste der Baudenkmäler in Tagmersheim als Baudenkmal unter der Nr. D-7-79-217-2 eingetragen. Die Pfarrei gehört zum Dekanat Weißenburg-Wemding des Bistums Eichstätt.

## Beschreibung
Die neuromanische Basilika wurde 1895/96 erbaut. Ihr Langhaus besteht aus einem Mittelschiff mit einem eingezogenen, halbrund geschlossenen Chor im Osten und einer halbrunden Apsis im Westen. Die beiden Seitenschiffe sind im Osten mit Apsiden abgeschlossen. An der Nordwand des Chors steht ein Chorflankenturm auf quadratischem Grundriss, der mit einem Pyramidendach bedeckt ist. Der Außenraum ist durch Lisenen und Bogenfriese gegliedert. 

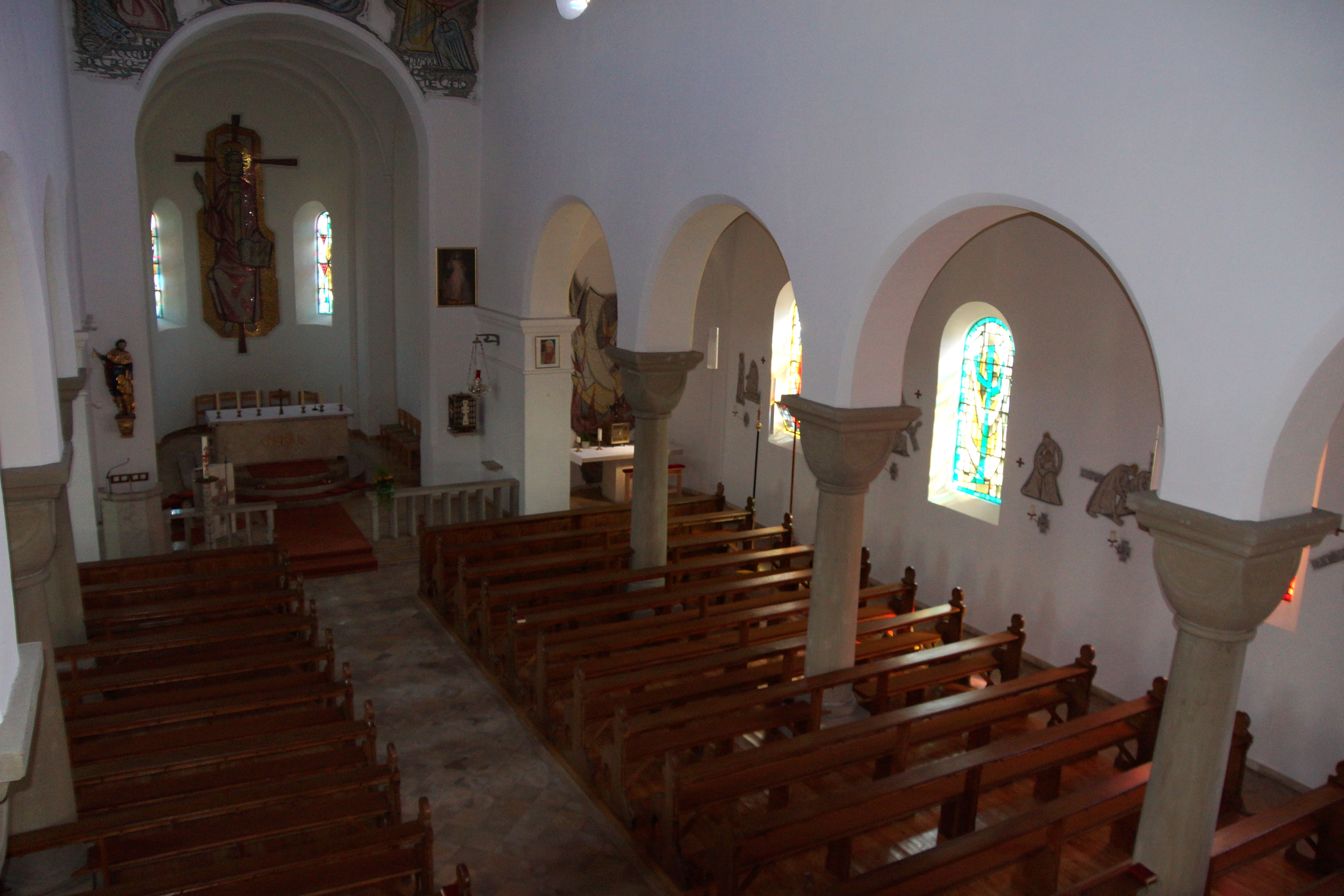
Innenraum

Im Innenraum des südlichen Seitenschiffs befinden sich ein Relief von 1586 mit dem Jüngsten Gericht und eine Kreuzigungsgruppe von 1578, in dem des nördlichen ein Gnadenstuhl. Zwischen 1955 und 1973 wurden von Peter Recker Mosaike und Glasmalereien geschaffen. Die Orgel auf der Empore vor dem Chorbogen wurde von der Orgelbau Bittner errichtet.